# 생성물 결정 단계
생성물 결정 단계(Product-determining step)는 유기 화학의 2단계 이상의 유기 반응인 SN1이나 E1 등에서 생성물의 종류를 결정하는 단계이다. 1단계 반응인 SN2나 E2 등은 생성물 결정 단계가 없다.
같은 반응물에서 출발하는 반응이더라도 중간에 두 가지 이상의 반응 메커니즘이 사용될 수 있으면 다른 반응물이 나올 수 있다. 이 다른 메커니즘이 사용되는 단계를 생성물 결정 단계라고 부른다. 전체 반응의 속도를 결정하는 속도 결정 단계와는 다르다.

## 같이 보기
- 속도 결정 단계(Rate-determining step)